# 최명하
최명하(崔鳴夏, 일본식 이름: 武山隆(다케야마 다카시), 1918년 3월 6일 ~ 1942년 1월 20일)는 일제강점기의 군인으로, 경상북도 선산군 선산면(현재의 대한민국 경상북도 구미시 선산읍) 출신이다.

## 생애
1937년 3월 대구중학교를 졸업했으며 1937년 4월부터 1938년 3월까지 일본 육군사관학교 예과에 재학했다. 1939년 9월 일본 육군항공사관학교를 육군사관학교 제52기로 졸업했다. 조선인으로는 최초로 항공 소위로 임관된 뒤부터 소만(蘇滿, 소비에트 연방과 만주국) 국경 경비 임무를 수행했다. 1940년 11월 중일 전쟁 당시 일본군의 남지(南支, 화난(華南, 화남)) 방면 공격에 참전했다. 1941년 가토 다테오(加藤建夫) 중좌가 이끌고 있던 일본 제국 육군 비행제64전대 소속 중위로 복무하는 동안 부대장기 엄호, 정보 수집 등의 임무를 수행하는 한편 말레이시아 피낭섬 공격 등에 참전했다.
1942년 1월 17일 태평양 전쟁 당시 일본군의 인도네시아 수마트라섬 페칸바루 비행장 공습에서 육군 중위로 참전하던 도중 부상으로 인해 불시착했다. 1942년 1월 20일 수마트라섬 원주민의 집에 은신하면서 치료를 받던 도중 네덜란드군의 포위 공격에 맞서 총격전을 벌였으며 마지막으로 남은 권총 한 발을 맞고 자살했다.
1943년 8월 31일 일본 정부로부터 육군 대위로 추증되면서 수훈(殊勳) 갑(甲), 공(功) 4급, 훈6등 욱일장을 추서받았으며 나중에 야스쿠니 신사에 합사되었다. 일본 제국에서는 그의 전사를 태평양 전쟁에 참전한 조선인 청년 용사의 업적으로 선전했으며 특히 자국의 식민지였던 조선에서 징병제를 홍보하고 침략 전쟁을 미화하는 수단으로 이용하기도 했다.
민족문제연구소의 친일인명사전 수록자 명단의 군 부문과 친일반민족행위진상규명위원회가 발표한 친일반민족행위 705인 명단에 포함되었다.

## 참고자료
- 친일반민족행위진상규명위원회 (2009). 〈최명하〉. 《친일반민족행위진상규명 보고서 Ⅳ-17》. 서울. 841~849쪽.